# Hagop Bedros VII Holassjan
Hagop Bedros VII Holassjan (orm.:Յակոբ Պետրոս Է. Հոլասեան) (ur. ?  zm. 6 lutego 1843) – ormiański duchowny katolicki, 7. patriarcha Kościoła katolickiego obrządku ormiańskiego w latach 1842–1843
30 lipca 1841 został wybrany patriarchą Kościoła ormiańskokatolickiego. 27 stycznia 1842 roku został uznany przez papieża. Funkcję patriarchy pełnił do swojej śmierci w 1843 roku.